# Трилогија (албум)
Трилогија је  студијски албум српског и југословенског рок бенда Рибља чорба.

## Опште информације
Албум је објављен 12. фебруара 2007. године под окриљем издавачке куће Сити рекордс, а на њему се налази четрнаест песама песама. На албуму се налазе песме снимане у периоду од новембра 2005. до марта 2006. године у студију „О” у Београду. Све песме су са ЕП-ова Трилогија 1: Невиност без заштите, Трилогија 2: Девичанска острва и Трилогија 3: Амбасадори лоше воље.
Све текстове је написао Бора Ђорђевић, композитори су Бора Ђорђевић (песме 1,2,3) и Видоја Божиновић (песма 4), а аранжмане је урадила сама група. На албуму су учествовали и следећи људи : 
- Тон мајстор: Оливер Јовановић;
- Асистент снимања: Никола Зорић;
- Музички продуцент: Милан Поповић;
- Копродуцент; Миша Алексић;
- микс и мастеринг: Оливер Јовановић;
- Извршни продуцент: Драгослав Гане Пецикоза;
- Гости на снимању: Марија Михајловић, вокал, Марија Докмановић (Абонос), вокал

## Листа песама
| №   | Назив                | Трајање |  |
| 1.  | Спонзори             | 3:12    |  |
| 2.  | Једини начин         | 3:30    |  |
| 3.  | Дијабола             | 3:26    |  |
| 4.  | Помало тужно         | 4:38    |  |
| 5.  | Било је жена         | 5:02    |  |
| 6.  | Лети чича преко баре | 3:46    |  |
| 7.  | Девичанска острва    | 3:42    |  |
| 8.  | Песма са поруком     | 3:27    |  |
| 9.  | Пандорина кутија     | 3:12    |  |
| 10. | Све и свја           | 5:22    |  |
| 11. | Усрана мотка         | 4:20    |  |
| 12. | Људи ко људи         | 4:12    |  |
| 13. | Пад                  | 3:45    |  |
| 14. | Презир               | 4:26    |  |